# Кубок Шотландії з футболу 1877—1878
Кубок Шотландії з футболу 1877–1878 — 5-й розіграш кубкового футбольного турніру у Шотландії. Титул вдруге поспіль здобув Вейл оф Левен.

## Третій раунд
Команди Кілбірні і Сент-Клеменс пройшли до наступного раунду після жеребкування.
| Команда 1                        | Рахунок | Команда 2              |
| -------------------------------- | ------- | ---------------------- |
| 10 листопада 1877                |         |                        |
| Артурлі                          | 0:0     | Торнлібенк             |
| Дрампельє                        | 2:2     | Гленгован              |
| Гіберніан                        | 2:0     | Единбург Свіфтс        |
| Рейнджерс                        | 13:0    | Аддінгстон             |
| Роверс                           | 1:0     | Блекфраєс              |
| Терд Ланарк                      | 1:0     | Квінз Парк             |
| Вейл оф Левен                    | 3:0     | Леннокс                |
| 17 листопада 1877                |         |                        |
| Баррхед                          | 2:1     | Ренфрю                 |
| Бейз                             | 3:0     | Мейбоул Керрік         |
| Гоуван                           | 5:2     | Стоунфілд              |
| Джорданхіл                       | 4:0     | Боннібрідж Грасгопперс |
| Моучлайн                         | 3:1     | Ейр Академікалс        |
| Паркгроув                        | 3:2     | Сандіфорд              |
| Партік                           | 3:0     | Келедоніен             |
| Рентон                           | 2:0     | Рентон Тісл            |
| Сауз Вестерн                     | 4:0     | Фест Ланарк            |
| 17 листопада 1877 (перегравання) |         |                        |
| Торнлібенк                       | 2:0     | Артурлі                |
| 24 листопада 1877 (перегравання) |         |                        |
| Гленгован                        | 1:1*    | Дрампельє              |

* - до наступного раунду пройшли обидві команди.

## Четвертий раунд
Баррхед дискваліфікований після порушення в матчі третього раунду, його суперники Ренфрю і Партік відновлені в турнірі. Команди Джорданхіл і Ренфрю пройшли до наступного раунду після жеребкування.
| Команда 1                     | Рахунок | Команда 2     |
| ----------------------------- | ------- | ------------- |
| 1 грудня 1877                 |         |               |
| Бейз                          | +:-     | Сент-Клеменс  |
| Кілбірні                      | 1:2     | Моучлайн      |
| Рейнджерс                     | 0:0     | Вейл оф Левен |
| Сауз Вестерн                  | 5:0     | Гленгован     |
| Терд Ланарк                   | 7:0     | Гоуван        |
| Торнлібенк                    | 1:2*    | Гіберніан     |
| 8 грудня 1877                 |         |               |
| Баррхед                       | 1:0     | Партік        |
| Паркгроув                     | 3:1     | Дрампельє     |
| Рентон                        | 4:0     | Роверс        |
| 8 грудня 1877 (перегравання)  |         |               |
| Гіберніан                     | 2:2**   | Торнлібенк    |
| 15 грудня 1877 (перегравання) |         |               |
| Вейл оф Левен                 | 5:0     | Рейнджерс     |

* - Шотландська футбольна асоціація призначила матч-перегравання.
** - до наступного раунду пройшли обидві команди.

## П'ятий раунд
| Команда 1                   | Рахунок | Команда 2  |
| --------------------------- | ------- | ---------- |
| 22 грудня 1877              |         |            |
| Вейл оф Левен               | 10:0    | Джорданхіл |
| 29 грудня 1877              |         |            |
| Паркгроув                   | 1:1     | Партік     |
| Рентон                      | 2:1     | Торнлібенк |
| Сауз Вестерн                | 3:1     | Гіберніан  |
| Терд Ланарк                 | 4:0     | Бейз       |
| 5 січня 1878                |         |            |
| Ренфрю                      | 0:2     | Моучлайн   |
| 5 січня 1878 (перегравання) |         |            |
| Партік                      | 1:2     | Паркгроув  |

## Чвертьфінали
| Команда 1                    | Рахунок | Команда 2    |
| ---------------------------- | ------- | ------------ |
| 12 січня 1878                |         |              |
| Терд Ланарк                  | 0:1*    | Сауз Вестерн |
| 19 січня 1878                |         |              |
| Рентон                       | 3:1     | Моучлайн     |
| Вейл оф Левен                | 5:0     | Паркгроув    |
| 19 січня 1878 (перегравання) |         |              |
| Сауз Вестерн                 | 1:2     | Терд Ланарк  |

* - результат матчу був скасований.

## Півфінали
Команда Вейл оф Левен пройшла до наступного раунду після жеребкування.
| Команда 1                      | Рахунок | Команда 2   |
| ------------------------------ | ------- | ----------- |
| 2 березня 1878                 |         |             |
| Рентон                         | 1:3*    | Терд Ланарк |
| 9 березня 1878 (перегравання)  |         |             |
| Рентон                         | 1:1 дч  | Терд Ланарк |
| 16 березня 1878 (перегравання) |         |             |
| Терд Ланарк                    | 1:0     | Рентон      |

* - результат матчу був скасований.

## Фінал
| 30 березня 1878 |

| Вейл оф Левен | 1:0 | Терд Ланарк |
| ------------- | --- | ----------- |
| Макдугал 65'  |     |             |

| Гемпден-Парк, Глазго Глядачів: 5 000 Арбітр: Роберт В.Гарднер |